# Norma Elia Cantú
Norma Elia Cantú Ramón (3 de enero de 1947) es una escritora chicana postmodernista mexicana, y profesora emérita de cultura inglesa en la Universidad de Texas en San Antonio (acrónimo en inglés UTSA). Es originaria de Nuevo Laredo, Tamaulipas, México de Florentino Cantú Vargas y de Virginia Ramón Becerra. Se crio en Laredo, Texas, específicamente en el Condado de Webb, y asistió allí a escuelas públicas. Antes de acceder a su puesto de profesorado en la UTSA, Cantu enseñó en Laredo en la Universidad Internacional de Texas A&M.

## Educación
En 1970, obtuvo su grado A.A. por la Laredo Community College. Y en 1973, su bachelor of science summa cum laude, en inglés y Ciencias Políticas por la Universidad Internacional de Texas A&M de Laredo. Y en 1976, su maestría en Inglés con especialización en Ciencias Políticas por la Universidad Texas A&I en Kingsville. Realizó la defensa de tesis, de su Ph.D. en inglés, por la
Universidad de Nebraska-Lincoln, en 1982.
El 2 de junio de 2011, la World Literature Today anunció que Cantú había sido nombrada miembro del jurado del prestigioso Premio Internacional Neustadt de Literatura para el año 2012. Cantú ha nominado a la escritora mexicana Elena Poniatowska para ese galardón.

## Algunas publicaciones

### Libros
- El Mundo Zurdo: Selected Works from the Meetings of the Society for the Study of Gloria Anzaldúa, 2007 and 2009. Coeditora con Norma Alarcón, Christina L. Gutiérrez, Rita Urquijo-Ruiz. Colaboró Soc. for the Study of Gloria Anzaldúa. Editor Aunt Lute Books, 362 pp. ISBN 1879960834, ISBN 9781879960831 2010

- Moctezuma's Table. N.º 17 de Río Grande/Río Bravo. Editor Texas A&M Univ. Press, 174 pp. en línea ISBN 1603443134, ISBN 9781603443135 2010

- Dancing Across Borders: Danzas Y Bailes Mexicanos. Una de las primeras antologías en centrarse en las prácticas de baile mexicanos en ambos lados de la frontera. Con Olga Nájera-Ramírez, Brenda M. Romero. Edición ilustrada de Univ. of Illinois Press, 445 pp. en línea ISBN 0252076095, ISBN 9780252076091 2009

- Paths to Discovery: Autobiographies from Chicanas with Careers in Science, Mathematics, and Engineering. Con Aída Hurtado. Edición ilustrada de UCLA Chicano Studies Research Center Press, 237 pp. ISBN 895511193, ISBN 9780895511195 2008

- Forthcoming. Soldiers of the Cross: Los matachines de la Santa Cruz. Texas A&M Univ. Press

- Editora. Flor y Ciencia: Chicanas in Mathematics, Science and Engineering. AAAS Adelante Project. 180 pp. ISBN 0978682009, ISBN 9780978682002 2006

- The Writing of Canícula: Breaking Boundaries, Finding Forms.” Chicana Feminisms: A Critical Reader. Eds. Gabriela F. Arredondo, Aída Hurtado, Norma Klahn, Olga Nájera-Ramírez, Patricia Zavella. Durham: Duke Univ. Press, 2003

- Forthcoming. Coeditora con Inés Hernández Ávila, Entre Malinche y Guadalupe: Tejanas in Literature and Art. 2002

Coeditora con Olga Najera-Ramírez
- Chicana Traditions: Continuity and Change. La primera antología en centrarse específicamente en el tema de la cultura expresiva y tradiciones chicanas, cuenta con el trabajo de los académicos nativos: las chicanas se dedican a carreras como profesorado, arte y folclore, archiveros y los coordinadores de los museos y la comunidad activista. Mezclando narrativas de experiencia personal, discusiones académicas más formales, tradiciones chicanas cuenta la historia desde dentro de una mujer profesional mariachi intérprete y traza la creación y evolución de la escaramuza charra. Edición ilustrada de Univ. of Illinois Press, 269 pp. en línea ISBN 0252070127, ISBN 9780252070129 2002

- Changing Chicana Traditions. Univ. of Illinois Press. 2001

- Telling to Live: Latina Feminist Testimonios. Coeditora con el Latina Feminst Group. Piezas individuales que incluyen a: "Getting there cuando no hay camino," "A Working Class Brujas Fears," y dos poemas: "Migraine" y "Reading the Body." Duke Univ. Press. *Santuarios: Program Essay. The Guadalupe Cultural Arts Center Rockefeller Gateways Program Performance. 2000

- "Realidad Fronteriza" in Cariatides. 2000

- "Police Blotter," Colorado Review. 2000

- La quinceañera: towards an ethnographic analysis of a life-cycle ritual. Editor Guadalupe Cultural Arts Center, 90 pp. 2000

- Canícula: Imágenes de una niñez fronteriza. Houghton Mifflin Co. 132 pp. en línea ISBN 0826318282, ISBN 9780826318282 1999

- "Diamond," A Quien Corresponda, Revista Literaria, Cd. Victoria, Tamps. 1999

- Report on Latino Culture and Traditional Arts in Tennessee. Editor Tennessee Arts Commission, 118 pp. 1999

- "Tino" and "Perpetuo Socorro," en Aztlán in Viet Nam, Univ. of California Press. 1998

- "Capirotada" in Stirring Prose, Texas A&M Press. 1998

- "Adios en Madrid," Proyecto Scheherazade, revista electrónica. 1998

- "El luto," en Ventana Abierta. 1998

- "Decolonizing the Mind" y "Trojan Horse" en Floricanto Sí: U.S. Latina Poetry. New York: Penguin. 1998

- Canícula: Snapshots of a Girlhood en la frontera. Albuquerque: Univ. of New Mexico Press, edición en rústica. 1997

- "Bailando y Cantando," historia corta, "Las diosas," "Decolonizing the Mind," y "Fiestas de diciembre," poemas en Blue Mesa Review, N.º 9, Univ. of New Mexico. 1997

- "Letters Home/Letters from Home," columna esporádica de poesía y prosa en el mensuario LareDOS. 1996

- "Tino" and "Papi," in In Short. Judith Kitchen & Mary Paumier Jones, eds. New York: Norton. 1995

- Canícula: Snapshots of a Girlhood en la frontera. Albuquerque: Univ. of New Mexico Press. 238 pp. ISBN 0618011803, ISBN 9780618011803 ganadora en 1995 del Premio Aztlán Literary Prize

- "Nebraska Family: A Tryptich," Nebraska Humanist. 1994

- Capítulos 42-44 de Canícula y "Action, Thought, Spirit" (poema) en Prairie Schooner. 1992 *"Snapshots of a Girlhood en la frontera," en The Texas Humanist

- "Se me enchina el cuerpo al oír tu cuento" corta historia New Chicano/a Literature, Univ. of Arizona Press

- "Unemployed", poema, Huehuetitlan. 1983

- "Untitled", poema, Huehuetitlan. 1983

- The Offering and the Offerers: A Generic Illocation of a Laredo Pastorela in the Tradition of Shepherds' Plays. Editor Univ. of Nebraska--Lincoln, 982 pp. 1982

### Revisiones de libros
- 1995 "Fiesta, fe, y cultura," en American Folklore Society Journal

- 1995 "Carry Me Like Water" en The Washington Post, Book World

- 1995 "My History Not Yours: The Formation of Mexican American Autobiography," en Western Historical Quarterly

- 1993 "No Short Journeys: The Interplay of Culture in the History and Literature of the Borderlands," en Western Historical Quarterly

- 1992 "Footlights Across the Border: A History of Spanish Language Professional Theater on the Texas Stage," J. of Popular Culture

- 1991 "Mixed Blessings," en Texas Humanist, Spring

- 1984 "Woman of Her Word," en La Red/The Net

- 1984 "Cuentos: Stories by Latinas," en La Red/The Net

- 1979 "Chicano Voices," en English in Texas

- 1978 "Selina," en Prairie Schooner

- 1978 "César Chávez: Autobiography of La Causa," en Prairie Schooner

## Otras lecturas
- Art at Our Doorstep: San Antonio Writers and Artists con Norma Elia Cantú. Editado por Nan Cuba y Riley Robinson (Trinity Univ. Press, 2008)